# Harlan (Kentucky)
Pour les articles homonymes, voir Harlan.
La ville américaine de Harlan est le siège du comté de Harlan, dans l'État du Kentucky. Sa population s’élevait à 1 745 habitants lors du recensement de 2010, estimée à 1 606 habitants en 2016.